# Basibasy
Basibasy est une commune rurale malgache située dans la partie nord-ouest de la région d'Atsimo-Andrefana.

## Géographie
La commune se situe à 17 km de la RN9 à l'ouest d'Antanimieva. Elle borde à l'Est la forêt Mikea. Basibasy est caractérisé par une forêt dégradée, composée principalement de baobab, de katrafay et de magnary à l'ouest et d'une plaine dans la partie est. Elle abrite le Lac Ihotry qui est l'un des plus grands lacs de Madagascar. Le sol est défavorable au puits à cause de la présence massive du calcaire.
Il existe, depuis des siècles un périmètre favorable à l'installation des puits, qui se trouve à l'ouest du village, appelé Bedo. Mais vu l'éloignement (face aux moyens des habitants), aucun projet n'a été mis en place pour tenter d'acheminer cette source d'eau vers le chef-lieu de la commune.
La population locale vie alors de l'eau des petits canaux d'irrigation qui est source de plusieurs maladies, voire des épidémies.

## Démographie
La population est jeune à 70 %. Elle est composée de Masikoro, d'antesaka et de Tanala, outre les autres ethnies ou clans allochtones de la région. C'est là que les Mikea du nord puisent de la civilisation moderne. La religion chrétienne ou musulmane n'est pas encore très avancée à l’occurrence des grigris ancestraux. La tradition masikoro prédomine et est considérée comme une base de référence pour les autres ethnies. En outre un projet de réintégration des Mikea est mis en place dans le fokontany de Vorehe, dirigé par des missionnaires luthériens pour tenter de regrouper les habitants de la forêt (Mikea à l'état sauvage) dans un cantonnement ou village. Ceci est important pour que la population de cette commune soit calculable avec précision.

## Économie
L’économie est constituée principalement par l'agriculture, l’élevage et la pèche. La commune rurale de Basibasy est avantagée sur le plan économique grâce à ses ressources locales : pèches, cultures du riz, forêt riches en espèces animales et végétales exploitables sur le plan touristique. Ainsi, on y trouve le fameux Lac Ihotry qui procure chaque année jusqu'à 10 000 tonnes de poissons d'eau douce. La commune abrite aussi l'une des carrières d'exploitation de l'ilménite, appelé « fasi-mainty » en malgache, (raison d'être du projet Toliara-Sands) qui se trouve dans le fokontany de Marolinta. Mais tout ceci semble illusoire comparé à la situation économique réelle de la commune. Considérée comme la plus avantagée en ressource locale, Basibasy se trouve être la plus pauvre des communes constituant le district de Morombe.